# Distichlis scoparia
Distichlis scoparia là một loài thực vật có hoa trong họ Hòa thảo. Loài này được (Kunth) Arechav. mô tả khoa học đầu tiên năm 1897.